# María Urruzola
María Urruzola Peralta (Montevideo, 2 de mayo de 1954) es una periodista, escritora y política uruguaya.

## Biografía
Militante política en su juventud, vivió exiliada en París entre 1976 y 1985, donde comenzó su trabajo profesional en la agencia de noticias AFP.
Se destacó en el trabajo periodístico en Uruguay por una investigación realizada sobre el tráfico de mujeres entre su país e Italia. Dicha investigación, publicada en el semanario Brecha entre abril y junio de 1992, puso de manifiesto la existencia de una organización mafiosa dedicada al tráfico de mujeres con fines de explotación sexual, algo inimaginable para el país considerado la Suiza de América durante la primera mitad del siglo XX. Un año después de la denuncia periodística, en 1993, al cabo de una investigación judicial que debió solicitar colaboración de la justicia de Italia, fueron inculpados y encarcelados el director y subdirector de Interpol, el empresario Jorge Martínez, dueño de una importante agencia de viajes y el abogado penalista Víctor Della Valle, en ese momento vicepresidente del Club Nacional de Football, además de dos proxenetas que integraban la organización. Sin embargo este último permaneció preso menos de 2 meses antes de ser absuelto.

## Libros
Al término de la investigación, Urruzola publicó un libro en diciembre de 1992, El Huevo de la Serpiente, relatando el caso. La cineasta uruguaya Beatriz Flores Silva se inspiró en él para su película En la puta vida de 2001. 
De la Gestalt a la Secta. El camino oscuro fue una investigación sobre una secta cuyos integrantes se autodenominaban “Los Guerreros de Holi Tao”. 
Además de trabajar en prensa, Urruzola trabajó en radio, televisión y mantuvo durante varios años una columna en la página web Montevideo.com. Desde febrero de 2007 a febrero de 2010 fue Directora de Información y Comunicación del Ministerio de Desarrollo Social de Uruguay. Luego fue jefa de campaña de la candidata a la Intendencia de Montevideo, Ana Olivera, y tras su triunfo fue nombrada en julio de 2010 Directora de Información y Comunicación del quinto gobierno del Frente Amplio de la capital de Uruguay.
- 1992, El huevo de la serpiente.
- 2001, En la puta vida.
- 2015, El silencio (novela)
- 2016, El huevo de la serpiente (3era versión)
- 2017, Eleuterio Fernandez Huidobro, sin remordimiento.

- 2018, De la Gestlad a la secta.[1]
- 2020, La cara oculta de los sindicatos en Uruguay.[2]
- 2022, La hora del lobo (novela)
- 2022, Julio María Sanguinetti, ante el tribunal de la historia.